# Howard Mason Gore
Pour les articles homonymes, voir Gore.
Howard Mason Gore, né le 12 octobre 1877 dans le comté de Harrison (Virginie-Occidentale) et mort le 20 juin 1947 à Clarksburg (Virginie-Occidentale), est un homme politique américain. Membre du Parti républicain, il est secrétaire à l'Agriculture entre 1924 et 1925 dans l'administration du président Calvin Coolidge puis gouverneur de Virginie-Occidentale entre 1925 et 1929.

## Source
- (en) Cet article est partiellement ou en totalité issu de l’article de Wikipédia en anglais intitulé « Howard Mason Gore » (voir la liste des auteurs).